# Milan Dedinac
Milan Dedinac (Kragujevac, 1902 – Abbazia, 1966) è stato un poeta serbo.
Esponente principale dell'ermetismo serbo con il poema L'uccello manifesto (1926) aderì poi al surrealismo. Nelle Poesie dal diario del prigioniero di guerra numero 60211 (1948), descrisse con sobrietà l'esperienza di internato. Ebbero grande successo per l'intensità lirica e la ricchezza di immagini, le due raccolte poetiche Dallo spiacevole allo sgradito, 1957 e Invito al viaggio, 1965.